# Hee joh Jip
Hee joh Jip is een nummer van de Nederlandse band Racoon uit 2021. Het is de derde single van hun zevende studioalbum Spijt is iets voor later.
In de tekst van het ingetogen nummer wil de ik-figuur iemand troosten wiens relatie net voorbij is gegaan, deze persoon wordt in de tekst Jip genoemd. Deze Jip voelt zich verdrietig omdat hij denkt dat een relatie er voor hem niet meer inzit. Zanger Bart van der Weide zei bij Jan-Willem Roodbeen op NPO Radio 2: "Iedereen kent Jip. Die zit ook een beetje in jezelf elke keer dat je hartje gebroken is. Die zit in je familie, in je gezin, in je vriendengroep. Iedereen kent wel een Jip die er achter moet komen dat er aan het einde van de regenboog een pot met goud staat". "Hee joh Jip" werd een bescheiden hit in Nederland. Het bereikte de 30e positie in de Nederlandse Top 40. In Vlaanderen kwam het nummer slechts tot de tipparade.

## Hitnoteringen

### Nederlandse Top 40
| Hitnotering: 03-04-2021 t/m 08-05-2021 | Hitnotering: 03-04-2021 t/m 08-05-2021 | Hitnotering: 03-04-2021 t/m 08-05-2021 | Hitnotering: 03-04-2021 t/m 08-05-2021 | Hitnotering: 03-04-2021 t/m 08-05-2021 | Hitnotering: 03-04-2021 t/m 08-05-2021 | Hitnotering: 03-04-2021 t/m 08-05-2021 | Hitnotering: 03-04-2021 t/m 08-05-2021 |
| Week:                                  | 1                                      | 2                                      | 3                                      | 4                                      | 5                                      | 6                                      |                                        |
| -------------------------------------- | -------------------------------------- | -------------------------------------- | -------------------------------------- | -------------------------------------- | -------------------------------------- | -------------------------------------- | -------------------------------------- |
| Positie:                               | 40                                     | 36                                     | 32                                     | 30                                     | 30                                     | 37                                     | uit                                    |

### NederlandseSingle Top 100
| Hitnotering: 27-03-2021 t/m 22-05-2021 | Hitnotering: 27-03-2021 t/m 22-05-2021 | Hitnotering: 27-03-2021 t/m 22-05-2021 | Hitnotering: 27-03-2021 t/m 22-05-2021 | Hitnotering: 27-03-2021 t/m 22-05-2021 | Hitnotering: 27-03-2021 t/m 22-05-2021 | Hitnotering: 27-03-2021 t/m 22-05-2021 | Hitnotering: 27-03-2021 t/m 22-05-2021 | Hitnotering: 27-03-2021 t/m 22-05-2021 | Hitnotering: 27-03-2021 t/m 22-05-2021 | Hitnotering: 27-03-2021 t/m 22-05-2021 |
| Week:                                  | 1                                      | 2                                      | 3                                      | 4                                      | 5                                      | 6                                      | 7                                      | 8                                      | 9                                      |                                        |
| -------------------------------------- | -------------------------------------- | -------------------------------------- | -------------------------------------- | -------------------------------------- | -------------------------------------- | -------------------------------------- | -------------------------------------- | -------------------------------------- | -------------------------------------- | -------------------------------------- |
| Positie:                               | 84                                     | 91                                     | 79                                     | 47                                     | 44                                     | 43                                     | 37                                     | 40                                     | 71                                     | uit                                    |

### NPO Radio 2 Top 2000
| Nummer met noteringen in de NPO Radio 2 Top 2000 | '22 | '23  | '24  |
| ------------------------------------------------ | --- | ---- | ---- |
| Hee joh Jip                                      | 987 | 1161 | 1151 |

1. ↑  Een vetgedrukt getal geeft de hoogste notering aan.
2. ↑  2022 was het eerste jaar met een notering voor dit nummer.